# Andreas Sprecher
Andreas Sprecher (ur. 8 listopada 1944 w Davos) – szwajcarski narciarz alpejski. Najlepsze wyniki w Pucharze Świata osiągnął w sezonie 1971/1972, kiedy to zajął 18. miejsce w klasyfikacji generalnej. Zajął także 4. miejsce w zjeździe na igrzyskach w Sapporo w 1972 r.

## Sukcesy

### Puchar Świata

#### Miejsca w klasyfikacji generalnej
- 1966/1967 – 34.
- 1967/1968 – 25.
- 1968/1969 – 20.
- 1969/1970 – 45.
- 1970/1971 – 25.
- 1971/1972 – 18.
- 1972/1973 – 34.
- 1973/1974 – 59.

#### Miejsca na podium
1. Sankt Moritz – 16 stycznia 1971 (zjazd) – 3. miejsce
2. Kitzbühel – 20 stycznia 1968 (zjazd) – 3. miejsce